# Космос 47
Космос 47 е съветски изкуствен спътник и кодово име на безпилотен полет на съветския космически кораб Восход. Практиката в Съветския съюз, е да се дават официални имена само на успешни мисии. Неуспешните полети обикновено са обявявани с общото име „Космос“. Стартът е на 15 май 1960 г.

## Полет
Стартът е успешно осъществен на 6 октомври в 07:12 UT от съветския космодрум Байконур с помощта на ракетата-носител Восход. Основната цел на полета са 24-часови изпитания на всички системи. Кацането става на 7 октомври 1964 г. в 07:30 UT.